# Unione Sportiva Fiumana 1942-1943
Questa voce raccoglie le informazioni riguardanti l'Unione Sportiva Fiumana nelle competizioni ufficiali della stagione 1942-1943.

## Stagione
La Fiumana terminò per sempre ogni attività al termine di questa stagione.

## Rosa
| N. |                   | Ruolo | Calciatore              |
| -- | ----------------- | ----- | ----------------------- |
|    | Italia (bandiera) | C     | Enzo Belletti           |
|    | Italia (bandiera) | C     | S. Belli                |
|    | Italia (bandiera) | D     | A. Bernardis            |
|    | Italia (bandiera) | C     | Pompeo Bertok           |
|    | Italia (bandiera) | C     | Cesare Borghi           |
|    | Italia (bandiera) | P     | Tullio Dapretto         |
|    | Italia (bandiera) | C     | Giovanni De Giovanni    |
|    | Italia (bandiera) | C     | M. Grassi               |
|    | Italia (bandiera) | P     | Francesco Giuseppe Kanz |
|    | Italia (bandiera) | C     | Attilio Kossovel        |
|    | Italia (bandiera) | C     | Mario Laurencich        |
|    | Italia (bandiera) | C     | Ervino Loik             |

| N. |                   | Ruolo | Calciatore           |
| -- | ----------------- | ----- | -------------------- |
|    | Italia (bandiera) | D     | Giovanni Maras       |
|    | Italia (bandiera) | A     | Mirko Marincic       |
|    | Italia (bandiera) | A     | Ottorino Paulinich   |
|    | Italia (bandiera) | A     | Rinaldo Petronio     |
|    | Italia (bandiera) | A     | Dino Poggi           |
|    | Italia (bandiera) | C     | R. Racchetta         |
|    | Italia (bandiera) | D     | Cesare Rubinato      |
|    | Italia (bandiera) | D     | G. Sussain           |
|    | Italia (bandiera) | A     | G. Toffoli           |
|    | Italia (bandiera) | A     | N. Ulrich            |
|    | Italia (bandiera) | A     | Bruno Luigi Zambelli |
|    | Italia (bandiera) | C     | Antonio Zidarich     |

## Risultati

### Serie C

#### Girone A

##### Girone di andata
| Arbitro: | Guarda (Venezia) |

|  |           |             |
|  | Marcatori | 88’ Tavelli |

| Arbitro: | Iuvinchel (Pola) |

|                     |           |              |
| Piccioli Venturi 6’ | Marcatori | 14’ Kossovel |

| Arbitro: | Clemente |

|                                                  |           |  |
| Kossovel 9’ Poggi 51’ Paulinich 50’ Zidarich 65’ | Marcatori |  |

| Arbitro: | Agnolin |

|                                   |           |  |
| Devitor 9’, 20’ Calligaris II 23’ | Marcatori |  |

| Arbitro: | Nerozzi |

|                      |           |                                  |
| Schipizza 54’ (rig.) | Marcatori | 29’ Zidarich 84’ (rig.) Kossovel |

| Arbitro: | Vittori |

|                           |           |            |
| Kossovel 15’ Zidarich 31’ | Marcatori | 80’ Grossi |

| Arbitro: | Barbieri |

|                   |           |                       |
| Barbieri 14’, 30’ | Marcatori | 36’ Loik 87’ (aut.) ? |

| Arbitro: | Agnolini |

|             |           |         |
| Toffoli 62’ | Marcatori | Paggion |

| San Canzian d'Isonzo 29 novembre 1942 9ª giornata | Pieris | 1 – 2 | Fiumana |  |

| Arbitro: | Mestron |

|                                     |           |                                       |
| Loik 29’ ? 65’ Poggi 67’ Marini 85’ | Marcatori | 28’, 52’ Smolver 32’ (aut.) Paulinich |

| Arbitro: | Zorza (Monfalcone) |

|         |           |                    |
| Pin 67’ | Marcatori | 35’ Kossovel Poggi |

##### Girone di ritorno
| Gorizia 3 gennaio 1943 12ª giornata | Pro Gorizia | 2 – 2 | Fiumana |  |

| Arbitro: | Clemente |

|                 |           |  |
| De Giovanni 42’ | Marcatori |  |

| Trieste 17 gennaio 1943 14ª giornata         | Ponziana  | 1 – 0 referto | Fiumana |  |
| \| \| \| \| \| Braico 11’ \| Marcatori \| \| |           |               |         |  |
|                                              |           |               |         |  |
| Braico 11’                                   | Marcatori |               |         |  |

| Fiume 24 gennaio 1943 15ª giornata | Fiumana | 1 – 0 | CRDA Monfalcone | Stadio Comunale del Littorio |

| Fiume 31 gennaio 1943 16ª giornata | Fiumana | 7 – 1 | Ampelea | Stadio Comunale del Littorio |

| Arbitro: | Venuti |

|                                                   |           |                     |
| Bortoletto Poli 27’, 53’ Del Grosso 44’, 48’, 85’ | Marcatori | 19’ (rig.) Kossovel |

| Arbitro: | Mestron |

|           |           |  |
| Poggi 30’ | Marcatori |  |

| Pola 21 febbraio 1943 19ª giornata | Grion Pola | 1 – 2 | Fiumana |  |

| Fiume 28 febbraio 1943 20ª giornata | Fiumana | 7 – 0 | Pieris | Stadio Comunale del Littorio |

| Arbitro: | Martorana |

|             |           |                     |
| Rissich 13’ | Marcatori | 44’ (rig.) Kossovel |

| Arbitro: | Trevisan |

|                                  |           |       |
| Kossovel 2’, 3’ Marinich ?’, 28’ | Marcatori | Pilla |